# Croix-Caluyau
Croix-Caluyau ist eine französische Gemeinde mit 237 Einwohnern (Stand 1. Januar 2022) im Département Nord in der Region Hauts-de-France. Sie gehört zum Kanton Avesnes-sur-Helpe im Arrondissement Avesnes-sur-Helpe.

## Geografie
Die Gemeinde Croiy.Caluyau liegt im Regionalen Naturpark Avesnois, 24 Kilometer östlich von Cambrai. Sie grenzt im Norden an Vendegies-au-Bois, im Osten an Bousies und im Süden und im Westen an Forest-en-Cambrésis. Das Siedlungsgebiet befindet sich auf ca. 134 Metern über dem Meer.

## Bevölkerungsentwicklung
| Jahr                       | 1962 | 1968 | 1975 | 1982 | 1990 | 1999 | 2008 | 2013 | 2020 |
| Einwohner                  | 253  | 262  | 248  | 220  | 216  | 213  | 233  | 256  | 244  |
| Quellen: Cassini und INSEE |      |      |      |      |      |      |      |      |      |

## Sehenswürdigkeiten

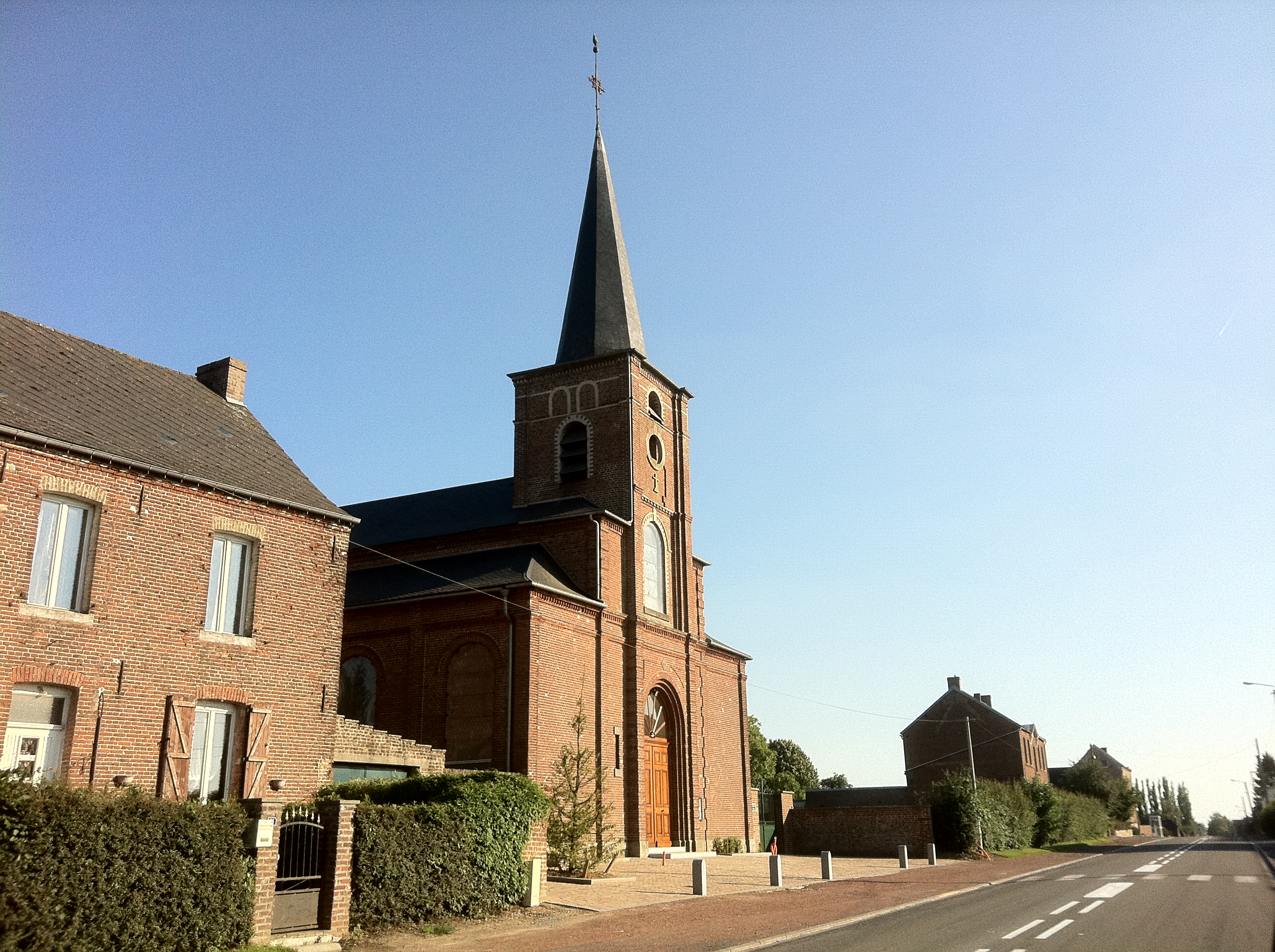
Kirche Saint-Martin
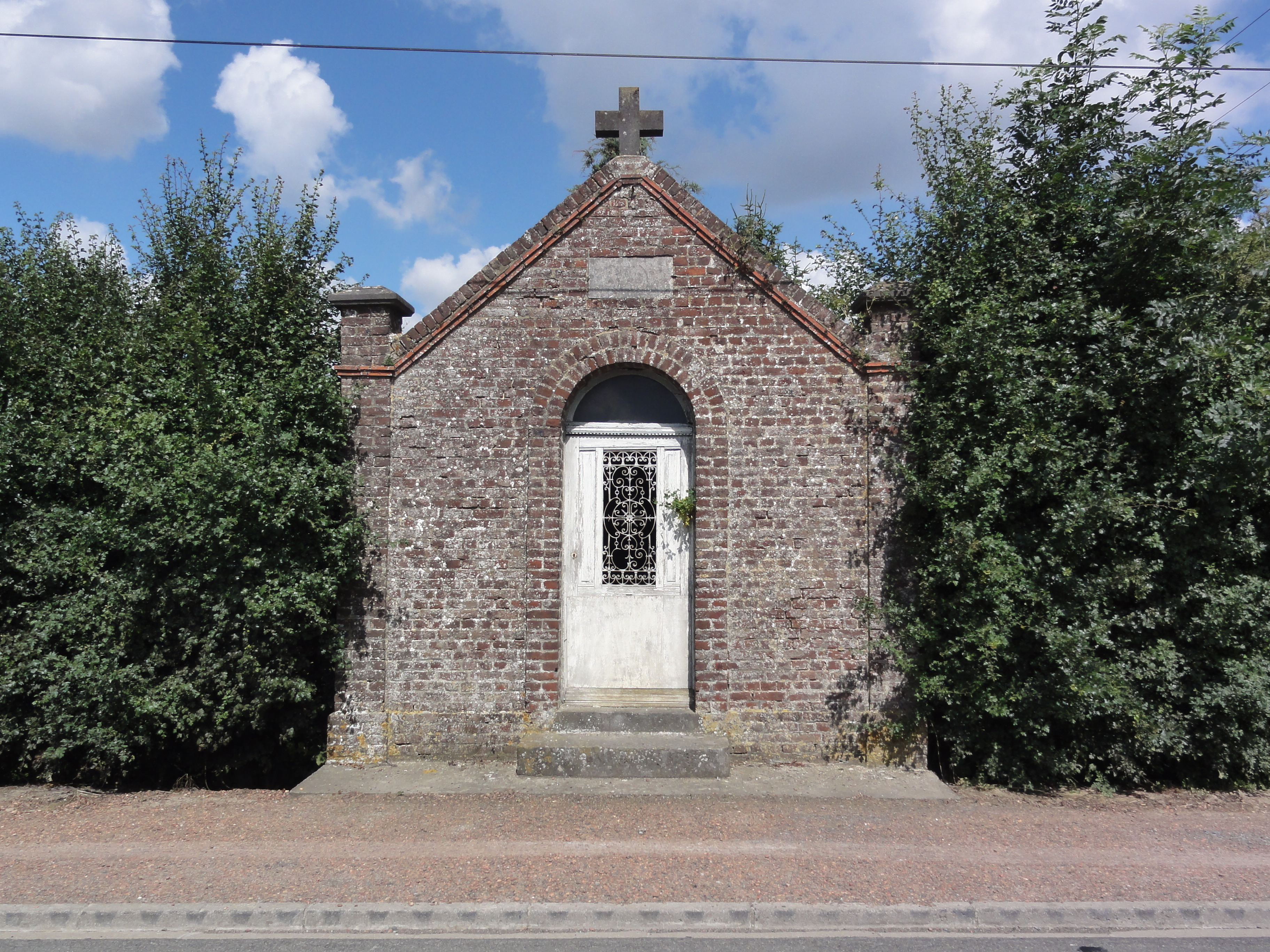
Kapelle der Jungfrau
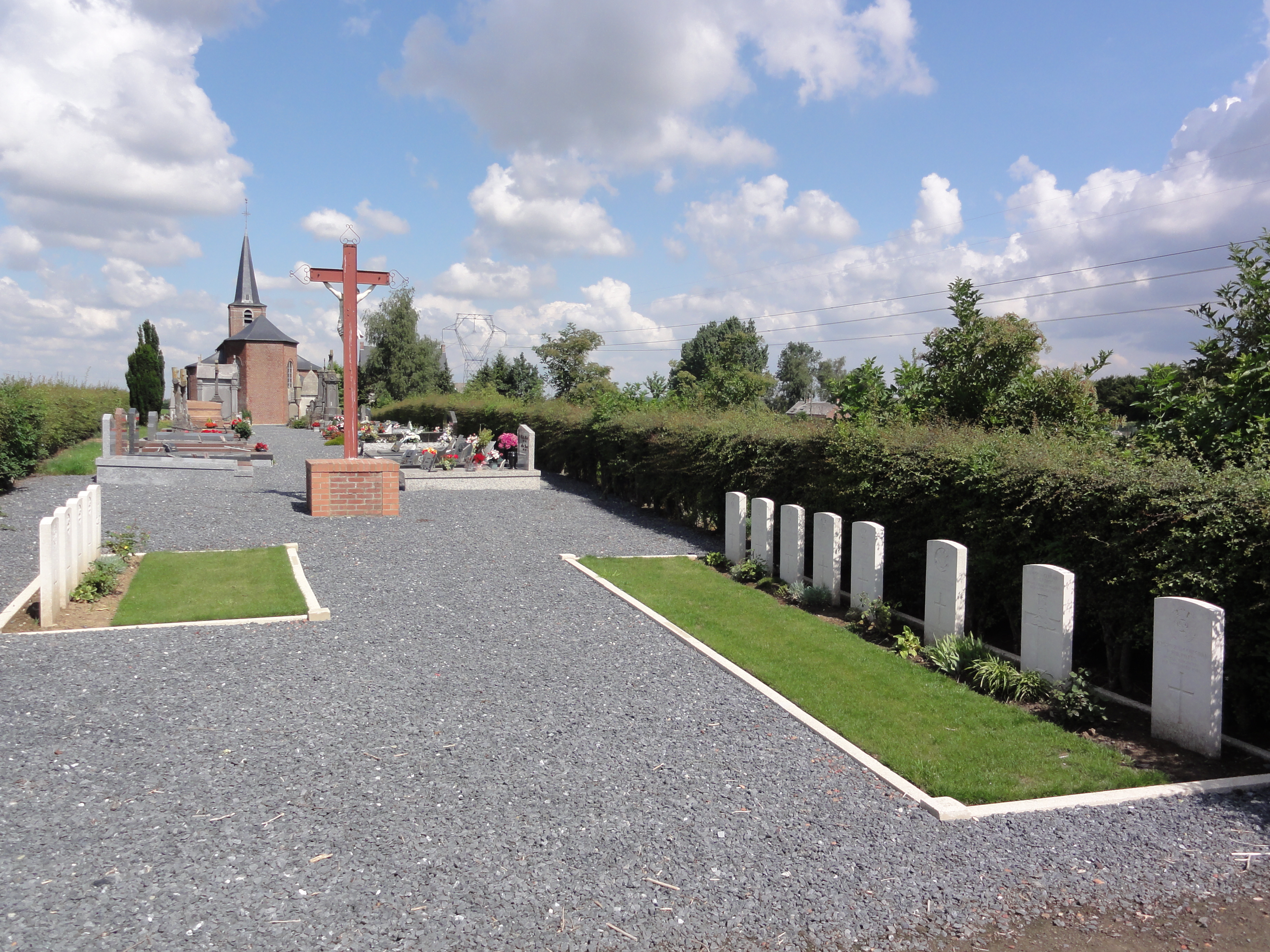
Britischer Soldatenfriedhof
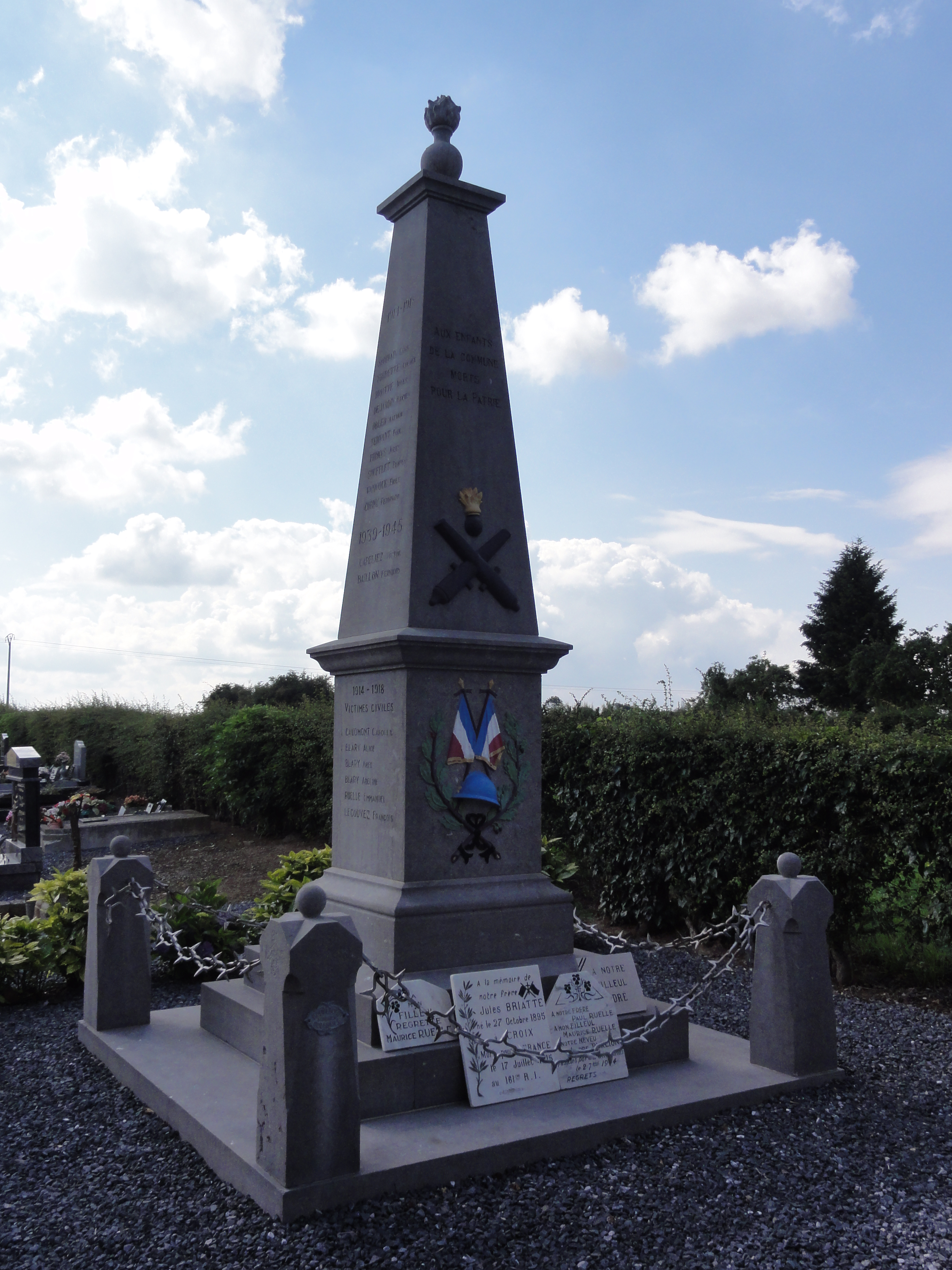
Gefallenendenkmal

- Kirche Saint-Martin
- Kapelle
- Britischer Soldatenfriedhof
- Gefallenendenkmal